# Werner Bousseljot
Werner Bousseljot (* 1. November 1934 in Schwerin an der Warthe; † 2. Dezember 2024) war ein deutscher Facharzt für Neurologie/Psychiatrie und ehemaliger Militärarzt sowie Generalmajor der Nationalen Volksarmee.

## Leben
Bousseljot, Sohn eines Vermessungsangestellten, wurde nach der Schule und dem Abitur am 15. August 1953 Angehöriger der Deutschen Volkspolizei. Er wurde im Volkspolizeikrankenhaus Leipzig tätig und studierte von 1953 bis 1955 Medizin an der Universität Leipzig. Von 1955 bis 1958 war er Offiziershörer an der Militärmedizinischen Sektion der Universität Greifswald (MMS). Bousseljot wurde 1956 Mitglied der Sozialistischen Einheitspartei Deutschlands. Von 1958 bis 1959 war er Pflichtassistent an der MMS Greifswald, 1959 bis 1961 Leiter der Sanitätsstelle an der Artillerietechnischen Schule/Infanterieschule II und von 1962 bis 1964 erneut Offiziershörer bzw. Facharztaspirant an der MMS Greifswald. Von 1965 bis 1968 war er als Oberarzt und von 1968 bis 1975 im Rang eines Oberstleutnants als Stellvertretender Leiter für Klinische Arbeit an der Neurologisch-Psychiatrischen Klinik des Zentralen Lazarett der Nationalen Volksarmee in Bad Saarow eingesetzt. Von 1976 bis 1981 war er als Stellvertretender Chef für Medizinische Fragen des Zentralen Lazaretts der Nationalen Volksarmee und von 1981 bis 1990 als Stellvertretender Chef für Medizinische Fragen der Militärmedizinischen Akademie in Bad Saarow. Am 7. Oktober 1984 wurde er vom Vorsitzenden des Nationalen Verteidigungsrates der DDR, Erich Honecker, zum Generalmajor ernannt. Am 30. September 1990 wurde er aus dem Militärdienst entlassen.
Bousseljot, Spezialist für Elektroenzephalografie (EEG), lebte zuletzt in Bad Saarow. Er starb im Dezember 2024.

## Auszeichnungen
- Kampforden „Für Verdienste um Volk und Vaterland“ in Silber

## Schriften
- Autorenkollektiv unter Leitung von Hans Rudolf Gestewitz: Werner Bousseljot, Hans-Günter Diebach, Rolf Ebert et al.: Medizinische Behandlung und Begutachtung. Handbuch der Militärmedizin, Militärverlag der DDR, Berlin 1972.
- Autorenkollektiv unter Leitung von Rolf Hornei u. Werner Bousseljot: Organisation der medizinischen Betreuung unter Garnisonsbedingungen. Handbuch der  Militärmedizin, Militärverlag der DDR, Berlin 1989.